# Pseudasellodes fenestraria
Pseudasellodes fenestraria là một loài bướm đêm trong họ Geometridae.